# 第10回ニューヨーク映画批評家協会賞
第10回ニューヨーク映画批評家協会賞は、1944年の優秀な映画に贈られた賞である。1944年12月27日に発表された。

## 受賞
- 作品賞：
  - 我が道を往く

- 主演男優賞：
  - バリー・フィッツジェラルド - 我が道を往く

- 主演女優賞：
  - タルーラ・バンクヘッド - 救命艇

- 監督賞：
  - レオ・マッケリー - 我が道を往く